# Vobler
Vobler (engl. sweep generator) elektronska je oprema namenjena za testiranje karakteristika poluprovodničkih komponenata. Radi na sličnom principu kao i generator signala stvarajući el. signal sa linearno rastućom frekvencijom,i konstantnom amplitudom. Najčešće se koriste za testiranje brzinu odziva elektronskih filtera. Najčešće su izradjeni sa upotrebom tranzistora, kalema i kondenzatora da bi proizveli linearan izlaz.
Takodje,Vobleri su popularni kod merenja kvaliteta audio opreme, da bi testirali da li izlazni signal sličan ulaznom. Kod takvih merenja se najčešće koriste frekvencije od 20 Hz do 2 kHz što je standardna frekvencija kod audio testiranja.

## Klizajuće merenje
Klizajuće merenje (engl. Glide Sweep) ili poskok merenje je stalan signal kod kojeg frekvencija raste ili opada logaritmički vremenom što pruža kompletan test izmedju početne i završne frekvencije. Prednost iznad stupnog merenja je to što trajanje signala se može skratiti od strane korisnika bez gubitaka kvaliteta rezultata merenja.Ovo skraćuje vreme testiranja.
Iako je teorija iza klizajućeg merenja bila poznata već nekoliko decenija,njegova upotreba u audio merenjima je evoluirala poslednjih par godina,razlog iza ovoga je to što je veoma zahtevno za kompjuterskim resursima.

## Stupno merenje
Stupno merenje (engl. Stepped Sweep) ili koračno merenje je merenje gde jedna vrednost (frekvencija ili amplituda) se snižava ili povišava u koracima. Posle svake promene osoba koja vrši merenje čeka stabilan signal pre idućeg koraka.Koraci su ili linearni, ili logaritmički. Nemogućnost predvidjanja stabilizovanja signala je razlog zašto je klizajuće merenje uveliko zamenilo stupno merenje.Jedini razlog za savremenu upotrebu stupnog merenja je merenje linearnosti sistema, ovde se amplituda menja a frekvencija ostaje ista.

## Vremensko merenje
Tokom vremenskog merenja x-osa predstavlja vreme, dok y-osa predstavlja merenu vrednost npr. amplitudu. Promena merene vrednosti je posmatrana od strane osobe koja vrši merenje, na primer, kako ovaj uređaj reaguje na merenja usled dužih vremenskih perioda.

## Tablično snimanje
Retko korišćena vrsta stupnog merenja je tablično snimanja.Ovde ulazni signal je generisan od strane tabele.